# Паю, Эмманюэль
Эмманюэ́ль Паю́ (фр. Emmanuel Pahud; род. 27 января 1970, Женева) — швейцарский флейтист.

## Биография
Начал учиться игре на флейте в шесть лет. В 1990 году окончил Парижскую консерваторию (у Мишеля Дебоста и Пьера Ива Арто); развивал своё искусство, учась у Андре Жоне и Ореля Николе. В 1989—1992 годах — первая флейта Симфонического оркестра Базельского радио, в 1992 году в Мюнхенском филармоническом оркестре. В 1993 году был приглашён Клаудио Аббадо первой флейтой Берлинского филармонического оркестра, в котором (с перерывом в 2000—2002 гг.) играет до сих пор. Выступал в ансамбле с Ефимом Бронфманом, Стивеном Ковачевичем, Мануэлем Барруэко, Жюльетт Юрель и др.

## Репертуар
А. Вивальди, И. С. Бах, Г. Ф. Телеман, Йозеф Гайдн, Моцарт, Брамс, Рихард Штраус, Сезар Франк, Дебюсси, Равель, Прокофьев, Хачатурян, Мессиан, Пьяццола, Жоливе, Дютийё, Губайдулина. Исполняет также джазовые композиции.

## Признание
Лауреат конкурсов в Дуино (1988) и Кобе (1989). В 1992 году выиграл Международный конкурс исполнителей в Женеве, завоевав восемь из двенадцати специальных призов. Удостоен премии фонда Иегуди Менухина, музыкальной премии ЮНЕСКО, премии «Виктуар де ля мюзик» (1998). Введён в Зал славы журнала Gramophone.